# Dejan Milić
Dejan Milić, slovenski nogometaš, * 24. januar 1984, Ljubljana.
Milić je nekdanji profesionalni nogometaš, ki je igral na položaju vratarja. V svoji karieri je branil za slovenske klube Naklo, Svoboda, Bled, Krka, Ihan, Gorica, Bela Krajina, Primorje, Domžale in Dob ter ciprski Nea Salamis in makedonski Vardar. Skupno je v prvi slovenski ligi odigral 62 tekem. Leta 2017 je z Domžalami osvojil slovenski pokal.